# Соренжа
Соренжа — река в России, протекает в Череповецкий район Вологодской области. Река течёт преимущественно на юг и впадает в Кондашский залив Рыбинского водохранилища. Длина реки составляет 14 км.
Река протекает через деревни Федосово и Дуброво.

## Данные водного реестра
По данным государственного водного реестра России относится к Верхневолжскому бассейновому округу, водохозяйственный участок реки — Рыбинское водохранилище до Рыбинского гидроузла и впадающие в него реки, без рек Молога, Суда и Шексна от истока до Шекснинского гидроузла, речной подбассейн реки — Реки бассейна Рыбинского водохранилища. Речной бассейн реки — (Верхняя) Волга до Куйбышевского водохранилища (без бассейна Оки).
Код объекта в государственном водном реестре — 08010200412110000007379.